# Hart County (Kentucky)
Hart County ist ein County im US-Bundesstaat Kentucky der Vereinigten Staaten. Das U.S. Census Bureau hat bei der Volkszählung 2020 eine Einwohnerzahl von 19.288 ermittelt.
Der Verwaltungssitz (County Seat) ist Munfordville, das nach Richard Jones Munford benannt wurde, einem frühen Siedler, der das Land für die neue Stadt zur Verfügung stellte. Die größte Stadt ist Horse Cave.

## Geographie
Das County liegt etwas westlich des geographischen Zentrums von Kentucky, ist jeweils etwa 70 km im Süden von Tennessee, im Norden von Indiana entfernt und hat eine Fläche von 1082 Quadratkilometern, wovon fünf Quadratkilometer Wasserfläche sind. Es grenzt im Uhrzeigersinn an folgende Countys: Hardin County, LaRue County, Green County, Metcalfe County, Barren County, Edmonson County und Grayson County.

## Geschichte
Hart County wurde am 28. Januar 1819 aus Teilen des Barren County und des Hardin County gebildet. Benannt wurde es nach Captain Nathaniel G. T. Hart, der im Krieg von 1812 getötet wurde.
Während des Sezessionskrieges fand hier bei Rowlett's Station am 17. Dezember 1861 im Rahmen der Kentucky-Offensive ein Gefecht zwischen Nord und Süd statt, das 131 Soldaten das Leben kostete. Eine weitere Schlacht fand in der Nähe von Munfordville, vom 14. bis 17. September 1862 zwischen den Unionstruppen und den Konföderierten statt, die mit einem Sieg der Konföderierten endete sowie mit insgesamt 4862 Toten.

### Historische Objekte
- In Munfordville steht das historische Chapline Building (auch bekannt als Historical Society Museum). Das Gebäude befindet sich in der Main Street. Das 1892 errichtete Chaplin-Gebäude wurde am 24. Juli 1980 vom National Register of Historic Places als historisches Denkmal mit der Nummer 80001540 aufgenommen.[3]
- Ebenfalls in Munfordville befindet sich an der South 5th Street auf Nummer 301, die Munfordville Baptist Church, die vom NRHP 1980 aufgenommen wurde.

Insgesamt sind 18 Bauwerke und Stätten des Countys im National Register of Historic Places eingetragen (Stand 4. Oktober 2017).

## Demografische Daten

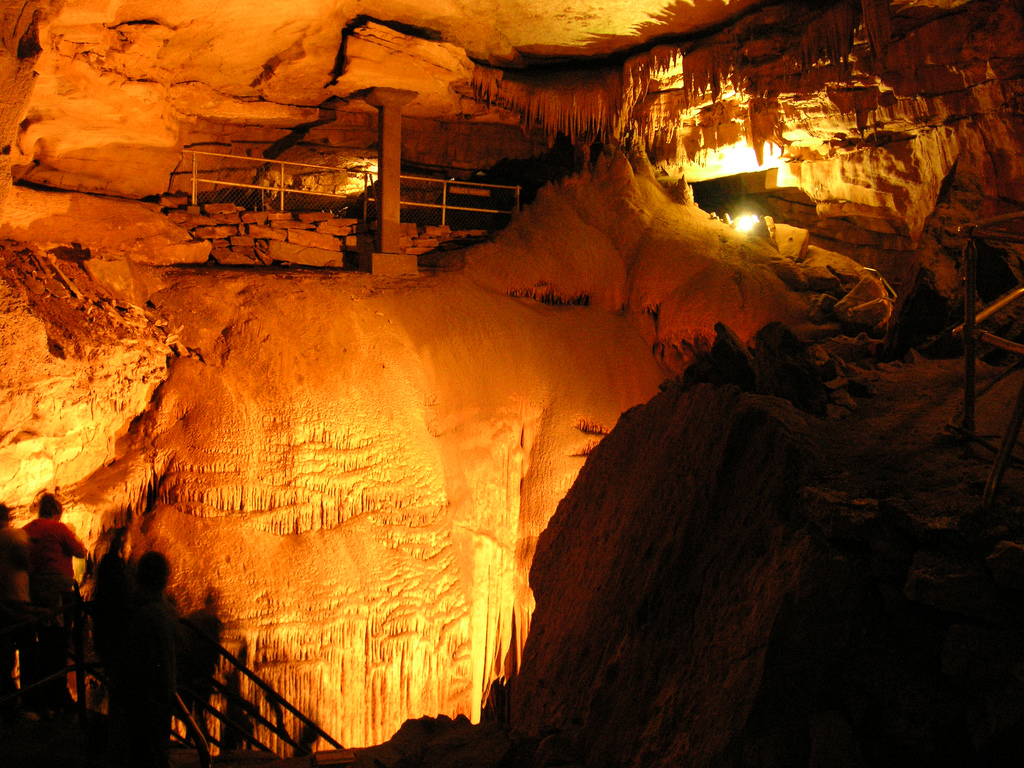
Höhle im Mammoth Cave National Park

Nach der Volkszählung im Jahr 2000 lebten im Hart County 17.445 Menschen in 6.769 Haushalten und 4.812 Familien. Die Bevölkerungsdichte betrug 16 Einwohner pro Quadratkilometer. Ethnisch betrachtet setzte sich die Bevölkerung zusammen aus 92,58 Prozent Weißen, 6,20 Prozent Afroamerikanern, 0,22 Prozent amerikanischen Ureinwohnern, 0,11 Prozent Asiaten, 0,03 Prozent Bewohnern aus dem pazifischen Inselraum und 0,18 Prozent aus anderen ethnischen Gruppen; 0,69 Prozent stammten von zwei oder mehr Ethnien ab. 0,86 Prozent der Bevölkerung waren spanischer oder lateinamerikanischer Abstammung.
Von den 6.769 Haushalten hatten 32,6 Prozent Kinder und Jugendliche unter 18 Jahre, die bei ihnen lebten. 56,8 Prozent waren verheiratete, zusammenlebende Paare, 10,4 Prozent waren allein erziehende Mütter, 28,9 Prozent waren keine Familien, 25,3 Prozent waren Singlehaushalte und in 12,0 Prozent lebten Menschen im Alter von 65 Jahren oder darüber. Die Durchschnittshaushaltsgröße betrug 2,54 und die durchschnittliche Familiengröße lag bei 3,05 Personen.
Auf das gesamte County bezogen setzte sich die Bevölkerung zusammen aus 25,7 Prozent Einwohnern unter 18 Jahren, 8,6 Prozent zwischen 18 und 24 Jahren, 28,2 Prozent zwischen 25 und 44 Jahren, 23,5 Prozent zwischen 45 und 64 Jahren und 13,9 Prozent waren 65 Jahre alt oder darüber. Das Durchschnittsalter betrug 37 Jahre. Auf 100 weibliche Personen kamen 96,9 männliche Personen. Auf 100 Frauen im Alter von 18 Jahren alt oder darüber kamen statistisch 93,2 Männer.
Das jährliche Durchschnittseinkommen eines Haushalts betrug 25.378 USD, das Durchschnittseinkommen der Familien betrug 31.746 USD. Männer hatten ein Durchschnittseinkommen von 26.994 USD, Frauen 19.418 USD. Das Prokopfeinkommen betrug 13.495 USD. 18,6 Prozent der Familien und 22,4 Prozent der Bevölkerung lebten unterhalb der Armutsgrenze. Davon waren 28,4 Prozent Kinder oder Jugendliche unter 18 Jahre und 22,0 Prozent waren Menschen über 65 Jahre.

## Orte im County
- Bear Wallow
- Bee
- Big Windy
- Bonnieville
- Canmer
- Cub Run
- Defries
- Dogcreek
- Forestville
- Glen Lily
- Hammonville
- Hardyville
- High Hickory
- Hinesdale
- Horse Cave
- Jonesville
- Kessinger
- LeGrande
- Leitchfield Crossing
- Lines Mill
- Linwood
- Logsdon Valley
- Lone Star
- Macon
- Monroe
- Mount Beulah
- Munfordville
- Northtown
- Pascal
- Perryville
- Pike View
- Powder Mill
- Priceville
- Rex
- Riders Mill
- Rio
- Roseburg
- Rowletts
- Seymour
- Three Springs
- Uno
- Vento
- Wabash
- Whickerville
- Winesap
- Woodsonville